# Gérgal
Gérgal là một đô thị thuộc tỉnh Almería, ở cộng đồng tự trị Andalusia, Tây Ban Nha. Đô thị này có diện tích 228 km², dân số năm 2005 là 1057 người.

## Biến động dân số
| 1999  | 2000  | 2001  | 2002  | 2003  | 2004  | 2005  |
| ----- | ----- | ----- | ----- | ----- | ----- | ----- |
| 1,067 | 1,059 | 1,050 | 1,029 | 1,062 | 1,068 | 1,057 |

Nguồn: INE (Tây Ban Nha)